# Kalksnäcka
Kalksnäcka (Candidula intersecta) är en snäckart som först beskrevs av Jean Louis Marie Poiret 1801.  Kalksnäcka ingår i släktet Candidula och familjen hedsnäckor. IUCN kategoriserar arten globalt som livskraftig. Arten är reproducerande i Sverige. Inga underarter finns listade i Catalogue of Life.